# 이익수 (1682년)

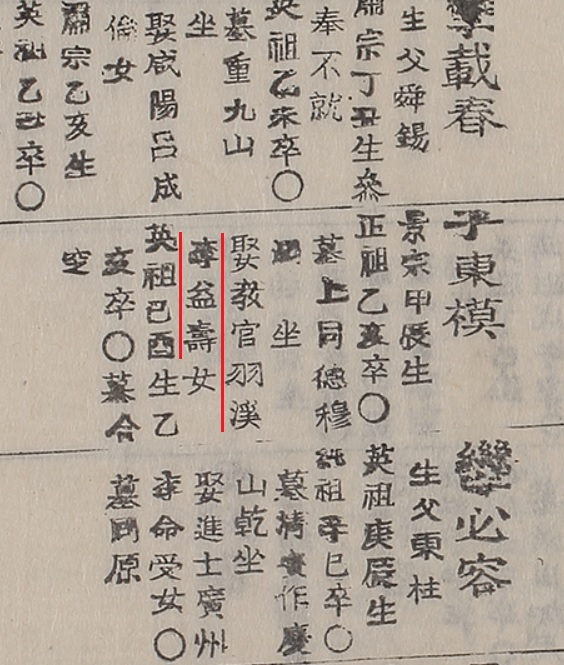
이익수의 교관 기록
1900년~1902년 무렵 편찬된 선원보 중 양녕대군파보 기록으로, 이동모의 처가 교관 우계 이익수녀 라고 기록되어 있다. 이익수의 관직 역임 기록은 그의 집안 족보에서는 실전되었다.

이익수(李益壽, 1682년 9월 23일 ~ 1755년 10월 29일)는 조선 후기의 문신, 학자이다. 1725년(영조 1) 11월 27일 우승지 신방의 추천으로 관상감 명과학 겸교수(命課學 兼 敎授)에 임명되고, 11월 28일 부사용에 임명되었다. 1726년 5월 23일 명과학 겸교수에서 면직되었다. 본관은 우계(羽溪), 자(字)는 겸중(謙仲)이다. 이상우(李商雨)의 둘째 아들로, 태화 이현상(李顯相)의 증조부가 된다. 경기도 포천 이동면 장암리 출신.

## 생애
아버지는 경안도찰방 이상우(李商雨)이고, 어머니는 학성이씨(鶴城李氏)로 훈련원주부 이정추(李廷樞)의 딸이다.
조선 중종~명종대의 문신 이감의 후손으로, 조선 광해군~인조 대의 의사 이희헌(李希憲)의 5대손이었으나 그의 아버지 이상우가 경기도 포천에 살던 이영구의 양자로 입양되면서 광주 낙생면(현, 경기도 성남 분당)에서 포천으로 이주해오게 됐다.
그는 판돈녕부사 동진(東津) 이로(李輅)의 가문과 혼반관계를 형성했다. 첫부인은 이로의 후손 이질의 딸 전주이씨이나 일찍 사망했다. 후취 동래정씨에게서 낳은 딸 중 1명을 이로의 다른 후손 이동모에게 출가시켰다. 또한 양자로 입양된 이성석의 딸은 이동모의 다른 동생 이동주에게 출가했다. 그밖에 세조의 아들 덕원군 서의 11대손 이득채에게 출가한 손녀딸도 있었다.
1725년(영조 1) 11월 27일 술업(術業)이 정명(精明)하다는 이유로 우승지 신방(申昉)의 추천을 받아 관상감 명과학 겸교수(命課學兼敎授)가 되었다. 신방이 관상감 관원이 전하는 제조의 뜻으로 아뢰기를, '탈이 있는 본감의 명과학 겸교수(命課學 兼 敎授) 이위(李蘤)의 후임으로 사인(士人) 이익수(李益壽)가 술업(術業)이 정명(精明)하다고 하니, 이 사람을 차하하고 군직(軍職)에 붙여 관디 차림으로 항상 사진하게 하는 것이 어떻겠습니까?”하여 윤허받았다. 11월 28일 병비로 부사용(副司勇)에 임명되었다.
명과학겸교수로 있다가 1726년 5월 23일 탈이 생겨 관상감관원의 보고로 우승지 황선(黃璿)이 계를 올려 진사 박도욱(朴道郁)으로 교체되었다. 사후 양아들 이성석이 노인직으로 가선대부에 올라 1799년 증 가선대부 호조참판 겸 동지의금부사가 추증되었다. 그의 집안 족보에는 교수를 지낸 것이 실전되었으나, 1970년 이후 국사편찬위원회에서 승정원일기를 판독하는 과정에서 알려졌다. 그의 사위이자, 서산군 이혜의 11대손 이동모(李東模)의 기록에 娶敎官羽溪李益壽女英祖己酉生乙亥卒이라 하여, 그가 교관을 지낸 것과, 승정원일기 기록으로 확인되었다.
아들이 없어 동생 이인수의 둘째 아들 이성석을 양자로 입양했으며, 증손자는 일본에 통신사로 다녀온 이현상이고, 4대손은 청나라 사신의 수행원으로 다녀온 분서 이봉녕, 이문학관 이인녕, 5대손은 문과 급제자 이재명, 6대손은 대한제국시대의 법관이자 변호사였던 이휘선이다.
묘소는 경기도 영평군 동면 백아리(白鵝里, 현 포천시 일동면 백아리) 간좌(艮坐)에 있다. 그의 묘소 근처에는 일찍 사망한 친형 이필수(李必壽) 내외의 묘소가 있다.

## 가계
그의 아내 전주이씨 역시 양녕대군의 다른 후손 판돈녕부사 증 영의정 이로의 후손으로, 취성군 이경(鷲城君 李熲)- 계림군 이탄(鷄林君 李坦)-하창군 이린(河昌君 李璘)의 후손이 되나 양녕대군파의 족보 출가녀 기록에는 나타나지 않는다.
그의 양자 이성석의 딸 중 1명은 그의 사위 이동모의 동생 이동주(李東柱)에게 출가했다. 양손녀 중 1명은 덕원군의 11대손 이득채에게 출가했다.
- 아버지 : 이상우(李商雨, 1648년 7월 26일 ~ 1742년 8월 22일)
- 어머니 : 학성이씨(1652년 7월 16일 - 1719년 1월 25일), 훈련원주부 이정추(李廷樞)의 딸
  - 형 : 이필수(李必壽)
  - 동생 : 이인수
- 부인 : 전주이씨(全州李氏, 1684년 1월 6일 ~ 1718년 2월 19일), 이기(李耋)의 딸, 판서 이로(李輅)의 후손
- 부인 : 동래정씨(東萊鄭氏, 1694년 5월 18일 ~ 1742년 11월 4일), 무과 정유행(鄭裕行)의 딸
  - 딸 : 우계이씨
  - 사위 : 이면(李冕), 본관 미상
  - 딸 : 우계이씨
  - 사위 : 이황(李晃), 연안인 부 이광복(延安人 李光復)
  - 딸 : 우계이씨
  - 사위 : 박중삼(朴重三), 순천인 부 무과 박광주(順天人 父 武料 朴光周)
  - 딸 : 우계이씨(1729년 ~ 1755년)
  - 사위 : 이동모(李東模, 1724년 ~ ?), 부 이재춘(李載春), 이로(李輅) 차남 이유후(李裕後) 5대손, 서산군 이혜(瑞山君 李譿) 11대손
  - 딸 : 우계이씨
  - 사위 : 송상필(宋尚弼), 은진인(恩津人)
  - 양자 : 이성석(李聖錫, 1714년 11월 17일 ~ 1799년 1월 12일)
    - 양손녀 : 우계이씨(1737년 ~ 1798년)
    - 양손녀 사위 이동주(李東柱, 1736년 ~ 1795년), 부 이재춘(李載春), 이로(李輅) 차남 이유후(李裕後) 5대손, 서산군 이혜(瑞山君 李譿) 11대손
    - 양손녀 : 우계이씨(羽溪李氏, 1755년 11월 23일 ~ ?)
    - 양손녀 사위 이득채(李得采), 덕원군 서의 증손 금평군 이의수(錦平君 李義壽)의 7대손

## 같이 보기
- 관상감
- 천문학
- 이상우
- 이현상
- 이재명
- 이봉녕

## 참고 문헌
- 승정원일기
- 선원보 서산군파보 / 영풍군파보